# دالی‌لند
دالی‌لند (به انگلیسی: Dalíland) فیلمی محصول سال ۲۰۲۲ و به کارگردانی ماری هرون است. در این فیلم بازیگرانی همچون بن کینگزلی، ازرا میلر، باربارا سکووا، آویتال لووا، کریستوفر برینی، روپرت گراوس، الکساندر بیر، آندریا پجیک، سوکی واترهاوس و مارک مک‌کنا ایفای نقش کرده‌اند.
این فیلم به زندگی سالوادور دالی می‌پردازد.